# SMS Kaiserin Elisabeth
SMS Kaiserin Elisabeth bio je zaštićena krstarica klase Kaiser Franz Joseph I Austro-ugarske ratne mornarice. Imenovana u čast carice Elizabete, supruge cara Franje Josipa, krstarica je bila oblikovana za prekomorsku službu i zapravo je bila stacionirana u Kini pri izbijanju Prvoga svjetskog rata 1914. godine.

## Specifikacije
Porinut u Pomorskom arsenalu u Puli 25. rujna 1890. godine, Kaiserin Elisabeth bio je plovilo s čeličnim trupom i deplasmanom od 3967 tona. Mjerio je 98 m duljine vodne linije i 15 m širine, dok je srednji gaz iznosio 5,8 m. Posadu je činilo 450 časnika i mornara.

### Pogon
Pogon su činila dva skupa vodoravnih trostrukih ekspanzijskih motora s četirima cilindričnim dvokrajnim kotlovima. Naznačena performansa izosila je 6 400 konjskih snaga za 18 čvorova i 8 000 konjskih snaga (6,000 kW) za 19 čvorova (35 km/h). Na pokusima je postigao brzinu od 20 čvorova (37 km/h).

### Naoružanje
Originalno je Kaiserin Elisabeth bio naoružan dvama topovima od po 24 cm i šest topova od po 15 cm, obaju tipa Model 1886. Godine 1905. – 1906. brod je rekonstruiran s dvama dugocijevnim topovima od po 15 cm i šest kratkocijevnim topovima od po 15 cm, obaju tipa Model 1901. Zaokružujući, njegovo naoružanje činilo je 16 brzopoteznih topova od po 4,7 cm, jedna strojnica i četiri torpedne cijevi od po 360 mm smještene iznad vodne razine od čega po dvije na svakome boku.

## Služba
Iako je Kaiserin Elisabeth sagorijevao enormne količine ugljena, on je 1914. godine još uvijek mogao ploviti pri vrlo povoljnoj brzini te je bio stacioniran u Kini. Pri izbijanju Prvoga svjetskog rata Kaiserin Elisabeth sudjelovao je u obrani njemačke mornaričke baze u Tsingtau koju su opsjedali Japanci 25. kolovoza 1914. godine. U Tsingtau su bili uz Kaiserin Elisabeth njemačka laka krstarica Cormoran, topovnjače Iltis, Jaguar, Tiger i Luchs te torpiljarka S90.
Rano u opsadi Kaiserin Elisabeth i Jaguar postavili su se protiv Japanaca. Poslije su topovi od 15 cm i 4,7 cm s Kaiserin Elisabeth skinuti i postavljeni na bitnicu Elisabeth. Kako je opsada napredovala, morska plovila zarobljena u luci su samopotopljena -- Cormoran, Iltis i Luchs 28. rujna, S90 17. listopada i Tiger 29. listopada. Konačno, Kaiserin Elisabeth je samopotopljen 2. studenoga nakon čega je isto učinjeno s Jaguarom 7. studenoga kada se tvrđava predala Japancima.

## Slike
- Flickr SMS Kaiserin Elisabeth

## Vanjske poveznice
- k.u.k. Kriegsmarine  Arhivirana inačica izvorne stranice od 25. listopada 2012. (Wayback Machine)